# José Carlos Mariátegui

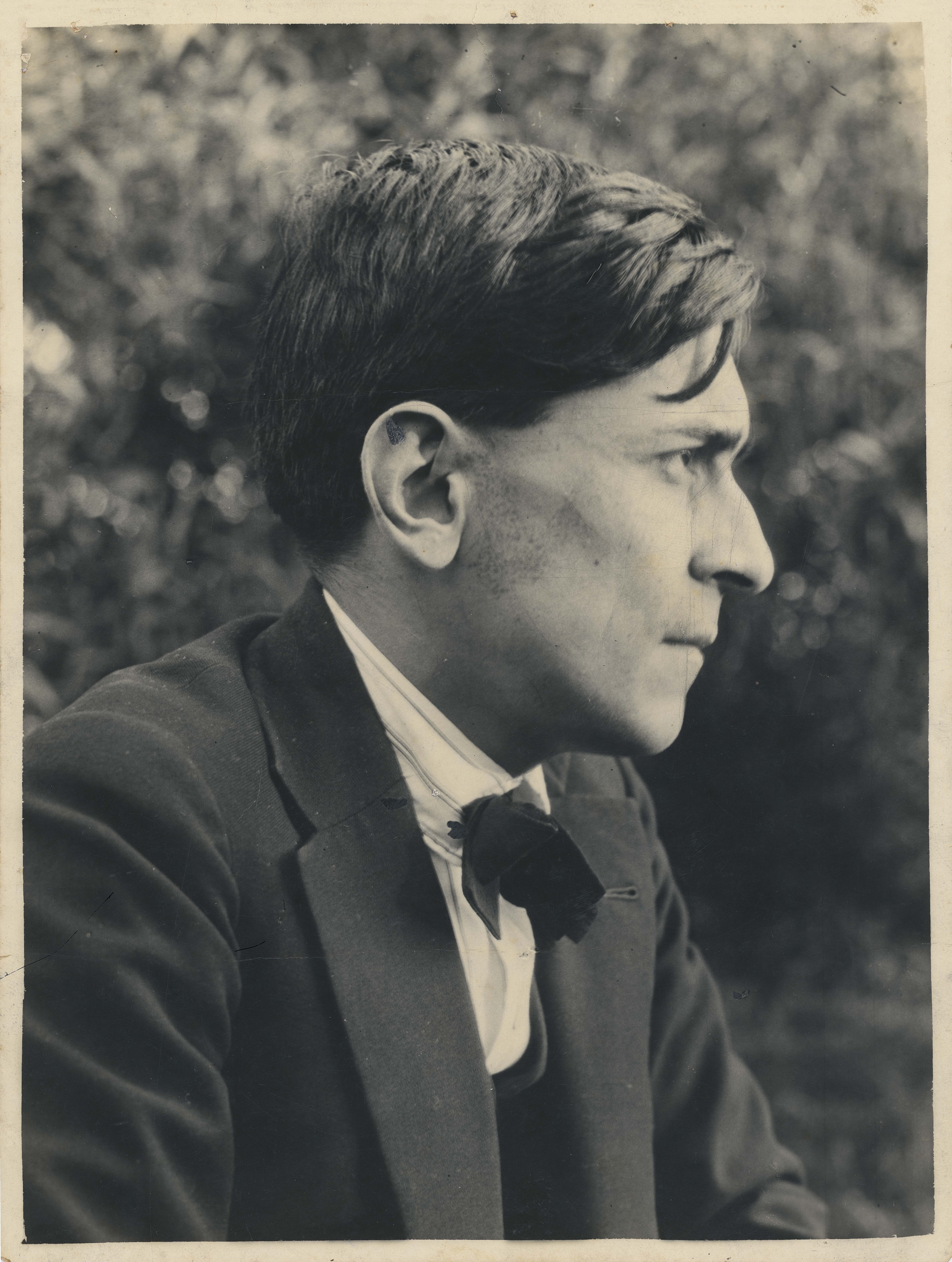
Mariategui (1929)

José Carlos Mariátegui la Chira (ur. 1894, zm. 1930) – peruwiański dziennikarz, filozof polityki i polityk marksistowski. Jego najważniejszym dziełem jest Siete Ensayos de Interpretación de la Realidad Peruana (pl. Siedem Esejów Interpretujących Rzeczywistość Peruwiańską), w którym jako pierwszy podjął się analizy sytuacji ekonomicznej, politycznej i społecznej w Peru z perspektywy marksistowskiej. W 1928 roku należał do założycieli Partii Socjalistycznej Peru (Partido Socialista del Perú, PSP).

## Dzieła
- Mariátegui, José Carlos (1928), Siete Ensayos de Interpretación de la Realidad Peruana, Caracas, Venezuela, ISBN 84-660-0032-1
- Antyimperialistyczny punkt widzenia (Referat zaprezentowany na Pierwszej Komunistycznej Konferencji Ameryki Łacińskiej, styczeń 1929)